# Greenhaugh
Greenhaugh – wieś w Anglii, w hrabstwie Northumberland. Leży 41 km na zachód od miasta Newcastle upon Tyne i 417 km na północ od Londynu.